# Bruno Leonardo Gelber

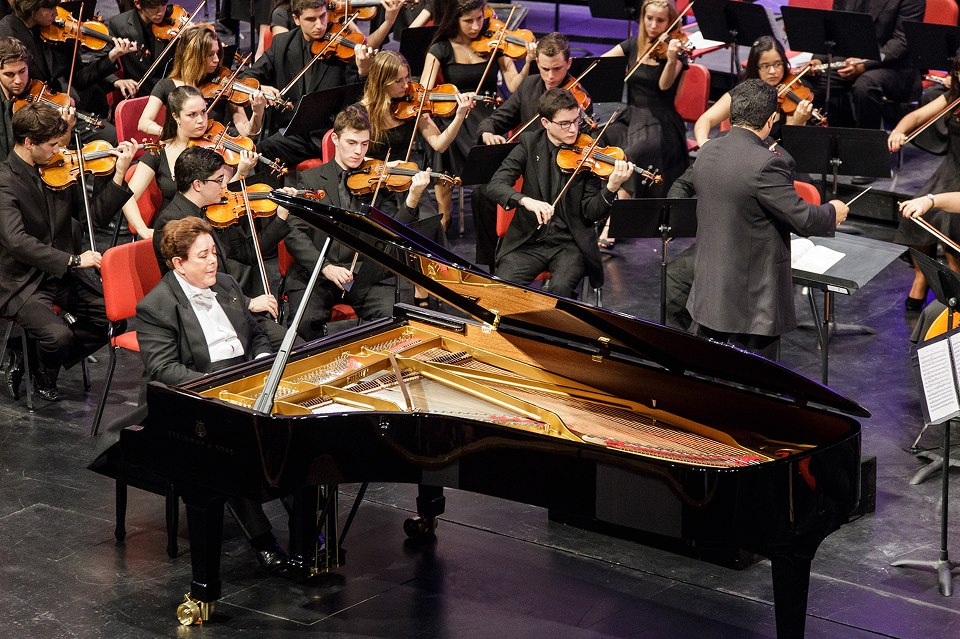
Bruno Leonardo Gelber

Bruno Leonardo Gelber (* 19. März 1941 in Buenos Aires) ist ein argentinischer Pianist.

## Leben
Bruno Leonardo Gelber wurde in eine musikalische Familie hineingeboren, sein Vater war Bratschist am Teatro Colón in Buenos Aires, seine Mutter Pianistin. Mit drei Jahren begann Gelber Klavier zu spielen und bereits im Alter von fünf Jahren beherrschte er ganze Sonaten und Konzerte.
Ab 1946 studierte er, zusammen mit Enrique Barenboim, Martha Argerich und Julio F. Largacha, bei Vincenzo Scaramuzza in Buenos Aires. 1948 zwang ihn der Ausbruch einer Kinderlähmung zu einer einjährigen Pause. Sein Zustand besserte sich aber bald wieder, so dass er 1949 sein erstes Konzert im Argentinischen Rundfunk geben konnte. Während seiner weiteren Ausbildung trat er in vielen Konzertsälen seines Landes auf. 1956 spielte Gelber unter der Leitung von Lorin Maazel im Teatro Colón. Mit 20 Jahren erhielt er ein Stipendium der französischen Regierung und setzte seine Ausbildung bei Marguerite Long in Paris fort. Danach machten ihn seine Konzertauftritte in ganz Europa bekannt.
Gelber hat bisher mit vielen bekannten Orchestern zusammengearbeitet, darunter den Berliner Philharmonikern, dem London Symphony Orchestra und dem New York Philharmonic Orchestra. Sein Repertoire umfasst die großen klassischen und romantischen Klavierwerke. Er wird zu den besten Brahms-Interpreten der Welt gezählt. Auch im Deutschen Fernsehen ist Gelber aufgetreten. 1971 produzierte er beim Saarländischen Rundfunk unter der Regie von Peter Rocholl ein Klavierprogramm mit Werken von Scarlatti, Schubert und Chopin, das in den Folgejahren mehrfach in Deutschland, in Österreich und der Schweiz ausgestrahlt wurde.
1989, 1999 und 2019 erhielt Gelber in Argentinien den Konex-Preis. Außerdem wurde er mit dem Grand Prix de L'Académie Charles Cros und dem Prix de l'Académie de Paris ausgezeichnet.